# William Lawrence, 1. Baronet

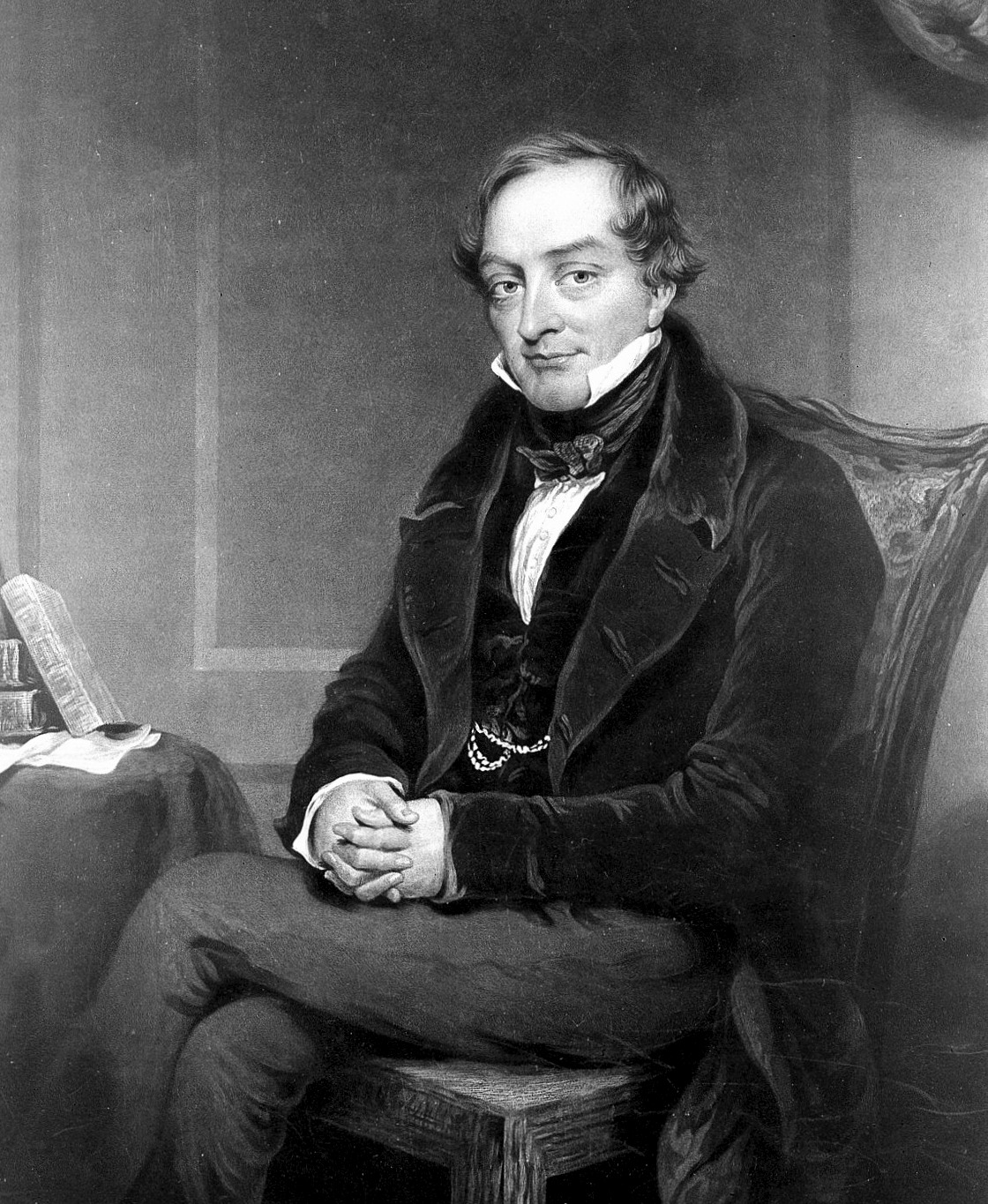
William Lawrence (1839)

Sir William Lawrence, 1. Baronet (* 16. Juli 1783 in Cirencester; † 5. Juli 1867 in London), war ein britischer Chirurg.

## Leben und Wirken
William Lawrence war der Sohn von William Lawrence (1753–1837) und Judith Wood († 1839). Er besuchte die Elmore Court School in Gloucestershire.
Ab 1799 war er Schüler von John Abernethy am St Bartholomew’s Hospital in London. Hier wurde Williams 1813 Assistant Surgeon und als Nachfolger von Abernethy 1824 Surgeon (Chirurg) und 1829 Lecturer. Weitere Positionen, die Lawrence innehatte, waren die des Chirurgen im London Infirmary for Diseases of the Eye (ab 1814) und des Chirurgen an den Royal Hospitals of Bridewell and Bethlehem (ab 1815). Für das Royal College of Surgeons of England übernahm er verschiedene Funktionen, darunter Mitglied des Council, Mitglied des Prüfungshofs (Court of Examiners) und Vorsitzender des Hebammenvorstands (Midwifery Board).
Lawrence’ Werk über Hernien, Hernia, and the Best Mode of Treatment, erlebte fünf Auflagen. Dagegen war seine Schrift Natural History of Man, die Positionen der Evolutionstheorie vorwegnahm, stark umstritten und brachte ihm Anfeindungen zeitgenössischer Theologen ein.
1857 wurde er als Serjeant-Surgeon einer der Leibärzte von Königin Victoria. Die Königin verlieh ihm am 30. April 1867 den erblichen Adelstitel eines Baronet, of Ealing Park in the County of Middlesex. Er starb wenig später am 5. Juli 1867 an den Folgen eines Schlaganfalls.
Lawrence war seit 1823 mit Louisa Senior (1803–1855) verheiratet. Das Paar hatte fünf Kinder, von denen drei das Erwachsenenalter erreichten. William Lawrence starb an den Folgen eines Schlaganfalls. Sein Grab befindet sich auf dem Friedhof der St-Mary-Kirche in Ealing, London. Sein Adelstitel fiel an seinen Sohn Trevor Lawrence als 2. Baronet.

## Auszeichnungen (Auswahl)
- 1806 Jacksonian Prize des Royal College of Surgeons of England
- 1813 Mitglied der Royal Society
- 1819 Mitglied der Königlich Dänischen Akademie der Wissenschaften
- 1823 Mitglied der American Philosophical Society[4]
- 1834 und 1846 Hunterian Oration des Royal College of Surgeons of England
- 1843 Fellow des Royal College of Surgeons of England
- 1846 und 1855 Präsident des Royal College of Surgeons of England
- 1863 Mitglied der American Academy of Arts and Sciences[5]